# 41e demi-brigade de chasseurs à pied
Ne doit pas être confondu avec 41e bataillon de chasseurs à pied.
« 88e bataillon de chasseurs à pied », « 96e bataillon de chasseurs à pied » et « 110e bataillon de chasseurs à pied » redirigent ici. Pour les autres significations, voir 88e, 96e et 110e bataillon.
La 41e demi-brigade de chasseurs à pied (41e DBCP) est une unité militaire française qui a participé à la Seconde Guerre mondiale. Formé en septembre 1939 avec les 88e, 96e et 110e bataillons de chasseurs à pied (88e, 96e  et 110e BCP), elle disparait au combat en juin 1940.

## Historique

### Formation
Dans le cadre de la mobilisation française de 1939, la demi-brigade est constituée en Meurthe-et-Moselle en septembre 1939 avec trois bataillons de chasseurs formant corps :
- le 88e bataillon de chasseurs à pied, mis sur pied à Toul,
- le 96e bataillon de chasseurs à pied, mis sur pied à Bicqueley et Boucq,

- le 110e bataillon de chasseurs à pied est à Allain, près de Toul.

### Opérations
La demi-brigade est d'abord rattachée à la 70e division d'infanterie (70e DI). Le 17 novembre 1939, elle permute avec la 44e demi-brigade de chasseurs à pied (81e, 90e et 109e BCP) et passe à la 52e division d'infanterie.
La 52e DI est placée en défense de la ligne Maginot au début de la bataille de France. Elle reçoit l'ordre mi-juin de se replier vers le sud mais la division, et ses trois bataillons de chasseurs, sont encerclés dans le massif des Vosges et capturés entre le 20 et le 22 juin.

## Chefs de corps
Le 88e BCP est commandé par le chef de bataillon Lavard, le 110e par le chef de bataillon Paté.

## Insignes
Chaque bataillon a eu un insigne :
- L'insigne du 88e BCP présente un lévrier bondissant à travers le cor des chasseurs, avec sur le pavillon du cor le numéro 88.
- L'insigne du 96e BCP présente une tête de bouc chargeant à travers le cor, avec sur le pavillon du cor la devise « Bique-les ! ».
- L'insigne du 110e BCP présente le cor chargé un taureau sur fond émaillé vert, avec en pointe une croix de lorraine et sur le pavillon du cor le numéro 110. L'animal ferait référence au lieu de formation du bataillon, Allain, localité aussi appelée Allain-aux-Bœufs, mais également au physique « de taureau » du commandant Paté, chef de bataillon du 110e.